# Hotel Café Royal

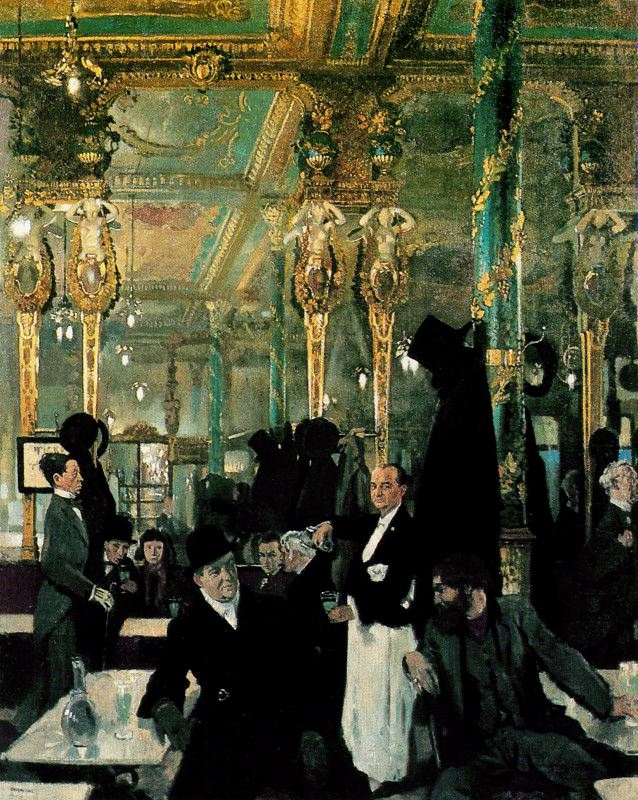
The Café Royal, London (William Orpen, 1912)

El Hotel Café Royal es un hotel de cinco estrellas ubicado en 68 Regent Street en Piccadilly, Londres. Antes de su conversión en 2008-2012, era un restaurante y lugar de reunión.

## Historia
El establecimiento fue concebido y creado originalmente en 1865 por Daniel Nicholas Thévenon, que era un comerciante de vinos francés. Tuvo que huir de Francia debido a la quiebra, llegando a Gran Bretaña en 1863 con su esposa, Célestine, y solo cinco libras en efectivo. Cambió su nombre a Daniel Nicols y bajo su dirección, y más tarde la de su esposa, el Café Royal floreció y en un momento se consideró que tenía la bodega más grande del mundo.
En la década de 1890, el Café Royal se había convertido en el lugar para ver y ser visto. Sus patrocinadores han incluido a Oscar Wilde, Aleister Crowley, Virginia Woolf, D. H. Lawrence, Winston Churchill, Noël Cobarde, Brigitte Bardot, Max Beerbohm, George Bernard Shaw, Jacob Epstein, Mick Jagger, Elizabeth Taylor, Muhammad Ali y a Diana de Gales. El café fue escenario de una famosa reunión el 24 de marzo de 1895, cuando Frank Harris le aconsejó a Oscar Wilde que retirara su acusación de difamación criminal contra el marqués de Queensberry, padre de Alfred Douglas. Queensberry fue absuelto y Wilde posteriormente fue juzgado, condenado y encarcelado. Desde 1951, el Café Royal fue la sede del National Sporting Club. Fue comprado por David Locke en 1972.
Destacadas personalidades continuaron organizando eventos importantes hasta principios del siglo XXI en el establecimiento. Kanye West tocó 20 canciones nuevas en 2014 cuando hizo DJ en una fiesta privada con Frank Ocean en el Café Royal. En una fiesta privada para los British Fashion Awards, organizada por Kate Moss y Naomi Campbell en el Café Royal, entre los invitados que asistieron fueron Harry Styles, Cara Delevingne y Rihanna.

## Restauración y conversión
El Café Royal cerró en diciembre de 2008. os accesorios y muebles se vendieron más tarde en una subasta. El edificio es un edificio catalogado de grado II, que protegerá sus características y accesorios arquitectónicamente significativos.
También está el símbolo N, de «Nicols», para recordar a los visitantes la base y la historia detrás de la configuración de este lugar.
Pero según el conserje, el yerno de Nicols, que tenía el símbolo N, lo hizo en conmemoración de Napoleón. De hecho, cada aficionado de Napoleón reconocerá el blasón de inmediato. Nicols pensó por un momento que era un homenaje a él y no le gustó cuando entendió lo que realmente significaba la N.
David Chipperfield Architects restauró y transformó el edificio en un hotel con 160 habitaciones y suites históricas, una variedad de comedores y bares, un club privado para miembros, salas de reuniones, salón de baile y un spa de bienestar y gimnasio con piscina de 18 m. Alrov Properties, una subsidiaria del grupo israelí Alrov, abrió el hotel en diciembre de 2012 como el segundo hotel de lujo de 5 estrellas de The Set. Los hoteles hermanos incluyen el Conservatorium en Ámsterdam y el Hôtel Lutetia en París.